# Carlos María Ulloa
Carlos María Ulloa (San José, 1833 - 1903) fue un sacerdote católico costarricense, conocido por sus obras de caridad y beneficencia. Uno de los principales hogares de ancianos de San José lleva su nombre.
Nació en San José, ordenado sacerdote en 1856, ostentó un Doctorado en Derecho Canónico por la Universidad de Santo Tomás y un bachillerato en Teología, fue Primer Racionero del Cabildo Metropolitano en 1862, Tesorero en 1864 y Secretario de Cámara y Gobierno de la Curia en 1865. Acompañó al arzobispo monseñor Anselmo Llorente y La Fuente en 1869 al Concilio Vaticano I. Fue rector del Seminario, deán del Cabildo, vicario capitular y diputado al Congreso Constitucional. Aunque fue seleccionado como obispo no pudo ocupar el cargo por razones de salud. Junto al obispo Bernardo Augusto Thiel fundó varios hospicios para huérfanos, menesterosos, personas con discapacidad, pobres y enfermos crónicos, entre otros.